# فدرالية عالمية
الفدرالية (الاتحادية) العالمية هي أيديولوجية سياسية تدعو إلى حكومة عالمية اتحادية ديمقراطية. سيكون للاتحاد العالمي سلطة في القضايا ذات الامتداد العالمي، بينما سيحتفظ أعضاء مثل هذا الاتحاد بالسلطة على القضايا المحلية والوطنية. ستظل السيادة الشاملة على سكان العالم إلى حد كبير في الحكومة الفدرالية.
تتميز الفدرالية العالمية عن نماذج الحكومة العالمية المركزية بمبدأ تفريع السلطة، حيث تؤخذ القرارات بقدر الإمكان بشكل فوري، مع الحفاظ على الوكالة الوطنية إلى حد كبير. يؤكد المؤيدون أن الاتحاد العالمي يوفر هيكل حوكمة عالمي أكثر فاعلية وخضوعًا للمساءلة من منظمة الأمم المتحدة الحالية؛ بينما يسمح في الوقت نفسه باستقلالية واسعة للحكومات الوطنية والإقليمية والمحلية.
تُنظَّم الدعوة إلى الفدرالية العالمية إلى حد كبير في ظل الحركة الاتحادية العالمية.

## النِطَاق
تصف الفدرالية العالمية شكلًا معينًا من أشكال الحكم العالمي، أي جمهورية عالمية ديمقراطية اتحادية، على عكس المفهوم الأكثر عمومية للحكومة العالمية. أما بالنسبة للفرق بين الفدرالية العالمية والأنواع الأخرى من الحوكمة العالمية فهو كالتالي:

### الفرق مع الأمم المتحدة القائمة
الأمم المتحدة ليست هيئة تشريعية، وبالتالي فهي تقتصر على دور استشاري غالبًا. إن الغرض المعلن هو تعزيز التعاون بين الحكومات الوطنية القائمة بدلًا من ممارسة السلطة عليها.
إن عضوية منظمة الأمم المتحدة محجوزة للدول وليس للأفراد.

### الفرق مع حكومة عالمية موحدة
تتكون الحكومة العالمية الموحدة من هيئة حكومية مركزية واحدة ذات سيادة عليا. تمنح الحكومة المركزية التفويض لسلطات التقسيمات الإدارية الفرعية التي يُحتمل وجودها. يكون التفويض في الاتجاه المعاكس، من المحلي إلى المركزي، في اتحاد عالمي قائم على تفريع السلطة. تُعد الحكومة الفدرالية العالمية تابعة للحكومة المحلية من حيث أنها تفعل فقط ما لا تستطيع الحكومة المحلية فعله.
إن الخطط التي سعت إلى توحيد العالم المعروف عن طريق الغزو كانت تهدف تاريخيًا إلى حكومة مركزية وحدوية، بدلًا من حكومة فدرالية. لا يدعم الفدراليون العالميون بشكل عام المسارات العنيفة نحو اتحاد عالمي.

### الفرق مع الكونفدرالية العالمية
الاتحاد الكونفدرالي هو اتحاد أمم ذات سيادة تسعى وراء قضية مشتركة. تتمتع الدول الأعضاء في الكونفدرالية أحيانًا بحرية الانفصال عن الاتحاد.
تختار الدول، في اتحاد قائم على تفرع السلطة، التخلي عن سيادتها على القضايا العالمية التي لا تستطيع إدارتها لسلطة مركزية مخولة لإدارة هذه القضايا على المستوى العالمي، إذ أن السيادة على القضايا الوطنية تبقى للأمة.
يمكن تطبيق أشكال مختلفة من الفدرالية على المستوى العالمي. الفدرالية التقليدية هي النموذج الذي تتبناه الولايات المتحدة، فتتخلى الولايات عن سيادتها للحكومة الفدرالية، والتي بدورها تمثلها أمام الدول الأخرى. إنها تشكل نموذجًا مركزيًا للفيدرالية العالمية. يُعد النموذج الأكثر لامركزية للفيدرالية العالمية هو كونفدرالية الدول، أو الكونفدرالية العالمية، والتي تمنح الدول درجة أعلى من القوة والحرية تحافظ من خلالها الدول على سيادتها، وتتخلى للسلطة الفدرالية فقط عن صلاحيات إدارة وتنظيم العلاقات الحكومية الدولية. يمكن اعتبار الاتحاد الأوروبي مثالًا على نظام الحكم هذا، وذلك لأن الدول الأعضاء فيه تحافظ على سيادتها على الرغم من تخليها عن جزء منها لسلطات المجتمع في بعض القضايا المحددة.

## مقترحات لتأسيس اتحاد عالمي
هناك عدد من المقترحات لإنشاء اتحاد عالمي مثل إصلاح الأمم المتحدة والمؤسسات الدولية القائمة أولًا، ويندرج تحت ذلك:
- إجراء تغييرات تدريجية في الأمم المتحدة، من خلال إدراج برلمان منتخب للأمم المتحدة مثلًا.[6]
- عصبة الأمم الديمقراطية التي تدعم اتحاد الأمم داخل الأمم المتحدة.[7][8]
- الإصلاح المباشر لميثاق الأمم المتحدة، عبر الآلية الموضحة في المادة 109(3) (وعد سان فرانسيسكو) مثلًا.[3][9]
- تعزيز وإضفاء الطابع الديمقراطي على المؤسسات العالمية القائمة، مثل منظمة التجارة العالمية.

التوحيد الإقليمي ثانيًا:
- التوحيد الإقليمي، من خلال منظمات مثل الاتحاد الأفريقي والاتحاد الأوروبي.[10]
- اقتراح مجلس ستريت بإنشاء اتحاد فدرالي مفتوح للديمقراطيات الأطلسية.[11]
- مؤسسات حوكمة عالمية جديدة تمامًا خارج المؤسسات القائمة (الديمقراطية القاعدية العالمية).[12]

كُتِبت العديد من الكتب والمقالات حول التطبيق العملي لأهداف الفدرالية العالمية.
قُدِّم تحليل شامل ودليل الطريق نحو الفدرالية العالمية في كتاب «البيان الاتحادي، دليل العولمة السياسية»، والذي قدم المؤلف فيه نموذجًا للفدرالية العالمية مقسمة إلى فروع تشريعية، وتنفيذية، وقضائية ومالية دولية، وتشارك فيه الحكومة العالمية في السلطة مع الدول الأعضاء بطريقة تكون فيها كلتاهما ذات سيادة في نطاق اختصاص كل منهما.
يحدد دستور الأرض، الذي صاغه خبراء قانونيون دوليون في عام 1968، وانتهى العمل به في عام 1991، خطة تفصيلية لحكومة فدرالية عالمية، ويُروج لها اليوم من قبل معهد دستور الأرض ودستور العالم ورابطة البرلمان. عُقِدت أربع عشرة جلسة للبرلمان العالمي المؤقت تحت رعاية هذا النظام المقترح منذ عام 1982 حتى الوقت الحاضر؛ ومُرِّرت عشرات القوانين النموذجية بشأن القضايا ذات الاهتمام العالمي.